# كورتيس جونستون
كورتيس جونستون (بالإنجليزية: Curtis Johnston)‏ هو لاعب دوري الرغبي أسترالي، ولد في القرن العشرين.